# André Nadal
Pour les articles homonymes, voir Nadal.
André Nadal est un écrivain français du XXe siècle.

## Biographie
André Nadal naît en 1902 à Alès, dans une famille de commerçants qui s'installe peu après à Nîmes. Ayant une sœur et trois frères (Francis, cafetier ; Paul, peintre amateur ; Octave, critique littéraire), il est élève à l'école Saint-Charles, puis au lycée de garçons de Nîmes. Il appartient à la société félibréenne Nemausa.
Après des études à la Faculté des sciences de Paris, il devient enseignant de mathématiques, d'abord au lycée français de Londres, puis à Nîmes après 1942, où il a notamment comme élève Jean-Pierre Serre, qui remportera la médaille Fields la décennie suivante. 
Il s'intéresse à divers écrivains (Paul Valéry ou Léo Larguier), mais donne aussi des études sur des scientifiques comme Gaston Milhaud ou Benjamin Valz, ou sur l'astéroïde (51) Nemausa découvert par Joseph Laurent. Il meurt à Nîmes le 20 décembre 1991,.
Élu à l'Académie de Nîmes en 1959, il la préside en 1966.

## Ouvrages
- Marcel Coulon, sa vie, son œuvre, Nîmes, Chastanier Frères, 1960 (BNF 33112208).
- Le Lettrisme, école poétique d'extrême avant-garde, Nîmes, Chastanier Frères, 1964 (BNF 33112207).
- Une académie de province au XVIIIe siècle : le Tripot de Milhaud, Nîmes, Chastanier Frères, 1966 (BNF 33112212).
- Le Poète Léo Larguier, son centenaire, Nîmes, Le Castellum, 1984 (BNF 34773790).
- Nîmes et l'astronomie : un astronome nîmois au XIIIe siècle, Bernard de la Treille, Nîmes, Chastanier Frères, 1984 (BNF 36607641).
- Le Protestant nîmois Jean Fabre : l'« honnête criminel » de Fenouillot de Falbaire, Nîmes, Le Castellum, 1986 (BNF 35508678).